# 西馬音内
西馬音内（にしもない）は秋田県雄勝郡羽後町の大字。郵便番号は012-1131。

## 地理
羽後町の政治、経済、文化の中心であり、日本3大盆踊りとも称される西馬音内の盆踊が毎年夏に開催される。以前は羽後交通雄勝線の西馬音内駅が設置されていたが、1973年に廃線となり、現在の最寄駅はJR奥羽本線の湯沢駅である。湯沢駅からは西に約10キロメートルの位置にある。西馬音内の盆踊の音頭にも登場するあやこみち（綾小路)、二万石橋が観光地として挙げられる。

### 河川
- 馬音川（西馬音内川）

## 歴史
現在の西馬音内の中心部は江戸時代には西馬音内前郷村と呼ばれていた場所で、西馬音内川（馬音川）に沿った上流に西馬音内堀廻村があった。堀廻村には一帯を江戸時代直前まで支配していた小野寺氏の居城である西馬音内城があった。堀廻村は西馬音内川が山間地から流出する際の扇状地を形成する際の扇のカナメの位置に相当する、いわゆる麓（ふもと）集落と呼ばれる形態であり、前郷村は谷が山から出た口に、山方の人々や里方の人々の取引のための市場を中心にできた、いわゆる谷口集落と呼ばれる形態に相当する。前郷村は、交通の要衝である上に付近の商業の中心であったと考えられる。戦国時代、小野寺氏の治世が安定したものであったため、他の地に比べて治安がよく、西馬音内の盆踊りのような芸術性が高く豊かな文化を生み出す素地となった。西馬音内前郷村は、明治時代に大戸村、床舞村、田沢村、鹿内村とともにできた西馬音内町の中心となり、西馬音内堀廻村は飯沢村とともに元西馬音内村（通称元西）となった。また、昭和30年4月1日をもって、両町村を含む近隣7町村が合併し、羽後町となっている。羽後町の人口は現在は2万人を下回っている。

### 地名の由来
西馬音内の由来はアイヌ語であるらしいが、多くの説があり定説はない。アイヌ語のナイ (nay) は川を意味するとされ、北海道をはじめとする広範の地名にみられる言葉である。古代には「にしまおんない」であったとの説がある。また「おんない」は扇状地のような地形をさすことばで、渓谷が開ける地形をさすとする説もある。秋田県内には「毛馬内」（けまない）等の地名があり、すべて地形的には合致するといわれている。北海道の資料によると、西馬音内の漢字をニㇱ（nis）は雲、モㇺ（mom）は流れる、ナイ（nay）は川（沢）とあり、「雲が流れる川（沢）」という意味が推測される。該当する川は以前は馬音川（ばおんがわ）と呼んでいた現在の西馬音内川かその上流か。馬音はモム（mom）の当て字か。似ている地名毛馬内で検証すると、同資料を見るとケ（ke）は油とあり、「油が流れる川」とも推量される。毛馬内は小坂川をさすらしく、小坂川の上流には小坂鉱山がある。

## 特産品
- 西馬音内そば 「冷やがけそば」が有名。主な町内のそば屋は、弥助そばや、小太郎そば屋、松屋、など。大坂で修業を積んだ職人が文政元（1818）年、西馬音内に店を開いたのが始まりとされ、つなぎにフノリを使い、こしが強いのが特徴。
- そば饅頭 みなとや、木村屋
- 橋場饅頭 万寿堂、その他
- 若返り饅頭 泉栄堂
- 若返り かつてあった地酒の銘柄。現在は若返り饅頭などとして名が残っている。
- 地場産品 米（あきたこまち、など）、各種野菜、スイカ、メロン、味噌（赤味噌）、漬物（丸茄子、胡瓜、芭蕉菜、大根、菊、など）、ハタハタ寿司、山菜（蕨、ゼンマイ、タラの芽、ウド、ヒメタケ、フキ、他）、キノコ（舞茸、なめこ、しいたけ、その他）、牛肉（羽後牛）、豆腐

## 祭事
- 藍と端縫いまつり 毎年8月第1日曜日、西馬音内町内全域
- 西馬音内の盆踊 毎年8月16〜18日、本町通りにて
- 小松の獅子舞わし 毎年9月第1金、土、日曜日の3日間、西馬音内町内全域

### 小松の獅子舞わし
小松地区の獅子が西馬音内のほとんどの家を訪ね、獅子により厄払いや祝い等を祈願し、後述の御嶽神社祭典のお知らせも兼ねて練り歩く行事。
獅子頭、獅子尾、笛、太鼓、御初穂持ちの5人が基本体系で、小松地区の住人が勤めるのが基本である。
近代化や高齢化に伴い移動車の運転手もいる。
伝統を習知している家庭では祭壇を祭り、お米を盛り金銭などを祝い封筒や半紙にくるみ獅子に捧げる。
獅子は玄関先等で舞い、住民の頭や衣服、タオルや手ぬぐい等をかじる仕草で厄除けし柱などをかじる仕草で火災などから家屋を守るとされている。
子供の頭をかじり、子供を病気や災難から守るとされ、当然子供は大泣きをしてしまうのが恒例である。
その後、住民がお酒等でもてなし祭り役を労う姿が見られる。
- 御嶽神社祭典 毎年9月第三日曜日（宵宮、花火大会は前日）
- 西馬音内朝市 通年毎月末尾に2,5,8のつく日、かがり火広場にて

### 西馬音内の盆踊り
西馬音内の盆踊は西馬音内を全国的に有名にしている一大イベントで、国指定重要無形民俗文化財である。日本の三大盆踊りに数えられるとともに毛馬内、一日市の各盆踊りとともに秋田県の三大盆踊りを成す。

## 施設
- 西馬音内盆踊り会館 2005年開館。盆踊りの活動拠点・観光交流拠点、羽後町立図書館併設
- 羽後町コミュニティセンター - 通称コミセン。
- 歴史民俗資料館
- 湯沢雄勝広域体育館
- 羽後町立西馬音内小学校
- 羽後町立羽後中学校 - 校歌の作詞は作家の井上靖、作曲は音楽家の芥川也寸志。
- 秋田県立羽後高等学校 - 卒業生に演歌歌手岩本公水。
- 西馬音内郵便局
- 郵便事業湯沢支店西馬音内集配センター
- 湯沢警察署羽後交番 - 運転免許証の更新申請も受付している。秋田県内に4か所ある「免許更新申請ができる交番」（幹部交番を除く）のひとつ。
- 羽後町立羽後病院
- 榎本旅館
- 川原田旅館
- 西馬音内盆踊りと懐石料理の宿「櫻山（おうざん）」
- 宝泉寺 - 曹洞宗の仏教寺院
- 御嶽神社
- 川原田稲荷神社

## 史跡
- 黒澤家住宅
- 佐藤信淵の墓、石碑
- 川原田荘庭園（現在は「櫻山」）

## 出身および関係人物
- 佐藤信季（江戸時代の農政学者）
- 佐藤信淵（江戸時代の政経学者）
- 金易二郎（将棋棋士）
- 小坂太郎（詩人）
- 藤原審爾（小説家、ゆかりの部屋が「櫻山」にある）
- 阿佐田哲也（色川武大）（小説家、川原田荘に仕事部屋があった）
- 井上靖（作家、羽後中学校校歌作曲）
- 芥川也寸志（音楽家、羽後中学校校歌作曲）
- 岩本公水（歌手）
- 城之内早苗（歌手、「西馬音内盆唄」を唄う）